# A Wilhelm Scream
A Wilhelm Scream (aWS i kortform) är ett amerikanskt punk/hardcore/melodiskt hardcore-band från New Bedford, Massachusetts. Bandet har funnits till sedan 1996, men hette fram till 2004 Smackin' Isaiah, och släppte då skivor främst på etiketterna Tank Records och Jump Start Records. I och med 2004 års "Mute Print" bytte de till Nitro Records, som ägs och drivs av medlemmar ur The Offspring.

## Medlemmar
- Nuno Pereira - Sång
- Trevor Reilly - Gitarr, Sång
- Mike Supina - Gitarr
- Brian J. Robinson - Bas, Sång
- Nicholas Pasquale Angelini - Trummor

## Ex-medlemmar
- Christopher Levesque - Gitarr (2001 - 2007)
- John Carvalho - Gitarr (1996 - 2003)
- Jonathan Teves - Bas (1996 - 2005)
- Curtiss Lopez - Bas (2005 - 2006)
- Mat Demelo - Gitarr och trumpet (1996-1998)

## Diskografi
- The Big Fall... (Kassett - Koenmusic, 1996) (som Koen)
- Give Girls More Beer... (Kassett - Numbskull Productions, 1997) (som Smackin' Isaiah)
- Gets Eaten Alive! (Kassett - Numbskull Productions, 1998) (som Smackin' Isaiah)
- 6:6:6 (CD - Tank Records, 2000) (som Smackin' Isaiah tillsammans med Moronique och Merrick)
- The Way To A Girls Heart Is Through Her Boyfriends Stomach (CD - Tank Records, 2000) (som Smackin' Isaiah)
- Benefits Of Thinking Out Loud (CD - Tank Records, 2001) (som Smackin' Isaiah)
- Benefits Of Thinking Out Loud (CD - Jump Start Records, 2002) (som Smackin' Isaiah) med låten Halcyon Days
- The Champagne Of Bands... We Know Sexy (EP - Fork In Hand Records, 2002) (som Smackin' Isaiah)
- The Way To A Girls Heart Is Through Her Boyfriends Stomach (CD - All About Records, 2003) (som Smackin' Isaiah)
- Benefits Of Thinking Out Loud (CD - Jump Start Records, 2004)
- Mute Print (CD - Nitro Records, 2004)
- Ruiner (CD - Nitro Records, 2005)
- Diver (7" - Jump Start Records, 2006)
- Career Suicide (CD - Nitro Records, 2007)